# Jacarandas
Jacarandas är en ort i Mexiko.   Den ligger i kommunen Emiliano Zapata och delstaten Veracruz, i den sydöstra delen av landet, 240 km öster om huvudstaden Mexico City. Jacarandas ligger 1 198 meter över havet och antalet invånare är 8 351.
Terrängen runt Jacarandas är huvudsakligen kuperad, men den allra närmaste omgivningen är platt. Runt Jacarandas är det tätbefolkat, med 331 invånare per kvadratkilometer. Närmaste större samhälle är Xalapa, 7,7 km nordväst om Jacarandas. I omgivningarna runt Jacarandas växer huvudsakligen savannskog.